# Erico V de Dinamarca
Erico V Klipping (Laaland, 1249 - Finderup, 22 de noviembre de 1286) fue rey de Dinamarca (1259-1286) e hijo de Cristóbal I. Hasta 1264 gobernó bajo los auspicios de su madre, la competente reina viuda Margarita Sambiria. Entre 1261 y 1262, Erico estuvo prisionero en Holstein después de una derrota militar. Después vivió en Brandeburgo, donde fue mantenido cautivo por Juan I de Brandeburgo (c. 1213-1266) .

## Biografía

### Apodo
El apodo del rey, "Klipping" o "Glipping" se refiere a una moneda medieval que se ha convertido en "recortado" (un "penique recortado") o cortado con el fin de indicar la devaluación. Una antigua explicación popular - que Eric parpadeaba más de lo habitual (glippe en danés) -es ahora generalmente rechazada. El apodo es una referencia poco amable a su falta de honradez.

### Reinado
Cuando su padre Cristóbal I fue asesinado, el príncipe Erico era demasiado joven para gobernar en su propio derecho. El tribunal danés designó a su madre, la reina Margarita Sambiria (en danés: Sprænghest) como regente. Ella era la hija del conde Sambor II de Pomerania y era una mujer hábil e inteligente. Inmediatamente tuvo que luchar para mantener a su hijo en el trono contra dos poderosos enemigos, el arzobispo Jacob Erlandsen y el duque Eric Abelson. Erlandsen había excomulgado al obispo que había ungido al joven Erico como rey, y Erico era hijo del rey Abel I, y reclamaba Jutlandia, recibiendo ayuda de Holstein.

Aprovechando la situación, Jaromar II de Rügen reunió un ejército de wendos y junto a Eric Abelson de Schleswig, invadió Zelanda. La reina Margarita reunió un ejército, pero fue derrotada en 1259 cerca de Ringsted. Jarimar pasó a atacar y saquear Copenhague a finales de ese año. Luego envió su ejército a Escania y Bornholm para continuar su campaña. Desafortunadamente para Jaromar, provocó la ira de una mujer, porque habría matado a su marido, y ella lo mató. Los wendos volvieron de nuevo a Rügen.
Creyendo que la incursión de los wendos mostraba que la reina era débil, el duque Valdemar se rebeló. La reina se vio obligada a levantar un nuevo ejército y marchar hacia Jutlandia a poner al duque en su lugar. Ella derrotó al duque, y mientras que él negociaba una tregua con ella, juntó aliados en el norte de Alemania para ayudarle en el ataque. Las fuerzas combinadas derrotaron a la reina Margarita en la batalla de Lo Heath. Ella y su hijo Erico fueron capturados y se les mantuvo en cautiverio en Hamburgo, viéndose obligada a ceder todas las propiedades reales en el sur de Jutlandia para asegurar su liberación, donde contó con la ayuda del duque Alberto de Brunswick, y regresó a Dinamarca.
Eric fue puesto en libertad en 1264. Ahora era un adulto y capaz de gobernar el país por su propia cuenta. Pero fue durante muchos años la reina viuda, quien gobernó el país. Erico fue coronado, pero el poderoso arzobispo Jacob Erlandsen, ahora libre de Margarita, excomulgó a los obispos que habían participado en la coronación.
En 1272 murió el duque Eric Abelson de Jutlandia, y en 1274 Jacob Erlandsen fue asesinado en su casa de Roma. Al rey Erico le fue dada la tutela de los hijos del duque Eric y tenía poder sobre el ducado de Jutlandia.
Después de la coronación Erico se mezcló en una polémica en Suecia, donde Valdemar Birgersson y Magnus Ladulás luchaban por el poder. Erico apoyó primero a Magnus y después a Valdemar. En 1277, devastó las fuerzas danesas lejos en Suecia, y para financiar la lucha Eric hizo deterioro de la moneda que podría haberle dado su apodo: había cortado algunas de las monedas, por lo que eran cuadradas. Finalmente Eric tuvo que pedir dinero prestado a la iglesia. 
Erico era impopular entre la nobleza, y en 1282 se las arreglaron para obligarlo a prometer celebrar reuniones anuales - danehoffer - con ellos. 

### La primera carta en Dinamarca
En 1282 el rey Erico fue obligado a firmar un tratado, la Carta Magna de Dinamarca., que limitaba su autoridad y garantizaba los antiguos derechos y costumbres que preservaban el poder de los nobles. 
Este se comprometió a consultar regularmente a la nobleza, y de acuerdo con la Carta, convocar a los "mejores hombres del reino" al Danehof (Parlamento medieval danés), y gobernar el país con ellos. El consejo tenía ahora su curso, y no eran ya campesinos a quienes elegía el rey. Pero la costumbre de pagar tributo al rey continuó. Más tarde se convirtió en el Consejo Privado que se equiparaba al rey como la autoridad suprema en el país. Además, los campesinos obtuvieron derechos a estar mejor protegidos, y varios príncipes obtuvieron algo de la Carta: Valdemar Erikson consiguió el ducado de Jutlandia para su familia, y el conde Jacob consiguió el norte de Halland. 
El rey firmó el tratado del castillo de Nyborg, reconocido como la primera constitución de Dinamarca. Sin embargo, a la muerte de Erico, los derechos y garantías de 1282 perderían su efectividad, ya que no obligaban al nuevo rey.

Hasta 1284, el rey tuvo que ceder y doblegarse en todos los casos. Sin embargo, Valdemar no se conformó y también reclamó la isla de Als, así como las tierras de la corona de Schleswig. Cuando en 1284 una sentencia del Danehof falló en su contra, el duque Valdemar ocupó la isla de Als por la fuerza. Sin embargo, la campaña militar resultó desfavorable para el duque, y como tenía la intención de viajar al norte para ganar el apoyo de Suecia y Noruega, fue capturado por el rey Erico y confinado en el castillo de Søborg en 1285. Fue puesto en libertad al año siguiente con la condición de que abandonara casi todas sus pretensiones y jurara lealtad a la corona.

### Muerte
En noviembre de 1286 se hallaba el rey en Viborg, en el centro de Jutlandia. Después de un día largo de caza en el campo dirigido por Rane Jonsen, el rey y algunos asistentes no pudieron encontrar su camino de vuelta a la granja del rey en Viborg. Los conspiradores pagaron a Rane Jonsen para que les informase de las actividades del rey para llevar a cabo su venganza.

Rane sugirió que la comitiva real se refugiara la noche del 22 de noviembre de 1286 en el granero de la iglesia en el pueblo de Finderup. Los asesinos, disfrazados de frailes franciscanos, se mantuvieron informados sobre el paradero del rey y esperaron a que todo el mundo se tranquilizase por la noche. Una vez que el rey se quedó dormido, se lanzaron de sus escondites y apuñalaron al rey hasta la muerte. La tradición dice que recibió 56 heridas de arma blanca. 
El cuento popular que creció alrededor de este evento dice que Stig Andersen Hvide dio personalmente los primeros golpes en venganza por la seducción del rey Erico a la esposa de Stig, mientras que el propio Stig estaba con el ejército real. 
El motivo y la identidad de los asesinos ha sido la causa de mucha especulación. Por Danehoffet en Nyborg al siguiente año (1287) fueron juzgados nueve grandes hombres, sólo uno de los cuales fue acusado de haber matado al rey. Los otros fueron acusados de complicidad. Todos se declararon inocentes. Los delincuentes eran 
1. El conde Jacob de Halland.
2. Stig Andersen Hvide, que era mariscal de Erico.
3. El caballero Peder Jakobsen
4. El caballero Peder Porse
5. El caballero Niels Hallandsfar
6. El caballero Niels Knudsen
7. El escudero Rane Jonsen
8. El escudero Aage Kakke
9. El escudero Arved Bengtsen, que fue acusado de haber dirigido el cuchillo.

Todos ellos fueron condenados, y forajidos huyeron a Noruega, donde esperaron la oportunidad de volver.

### Matrimonio y descendencia
Se casó con Inés de Brandeburgo, con quien tuvo cuatro hijos:
- Erico VI de Dinamarca.
- Cristóbal II de Dinamarca.
- Marta Eriksdotter, reina consorte de Suecia como la esposa de Birger I.
- Richiza: casada con el duque Nicolás II de Werle, con la que tuvo a Sofía, que casó con su primo Gerardo III de Holstein-Rendsburg. De esta unión, entre otros nacería Enrique II de Holstein, quien casado con Ingeborg (hija del duque Alberto II de Mecklenburgo) nacería Gerardo VI. Gerardo VI se casaría con Catalina Isabel de Brunswick-Lüneburgo teniendo una vasta descendencia. Entre ellos una hija llamada Helvig que desposaría a Teodorico de Oldemburgo. Estos serían los padres de Cristián I de Dinamarca.